# Szymon Syrkus
Szymon Syrkus (* 24. Juni 1893 in Hrodno; † 8. Juni 1964 in Warschau) war ein polnischer Architekt und Hochschullehrer. Seine Frau war die Architektin Helena Syrkusowa.

## Leben
Syrkus wurde in Hrodno im damals russisch besetzten Polen als Sohn eines Rabbiners geboren. Nach dem Umzug der Familie nach Warschau machte er dort 1910 seinen Schulabschluss. Syrkus studierte dann Architektur in Wien und Graz. Zu Beginn des Ersten Weltkriegs wechselte er an die Architekturfakultät nach Riga. Als die Universität von Riga nach Moskau evakuiert wurde, setzte auch Syrkus sein Studium in der russischen Hauptstadt fort. Dort traf der 25-Jährige Vertreter der russischen Avantgarde, wie Moissei Ginsburg und El Lissitzky. Im Jahr 1918 wechselte er erneut seinen Studienplatz und kehrte nach Warschau zurück. Auch hier konnte er wegen des Anrückens der Roten Armee 1920 sein Studium nicht abschließen, erneut erfolgte ein Wechsel – diesmal nach Krakau, wo er sich an der Kunstakademie bei Andrzej Pronaszko für Malerei und bei Adolf Szyszko-Bohusz für Architektur immatrikulierte. Erst 1922 legte er in Warschau seine Diplomprüfung als Architekt ab. Von 1922 bis 1924 hielt er sich dann in Berlin, in Weimar und in Paris auf. In Weimar kam er mit Bauhaus-Architekten in Kontakt, in Paris arbeitete er bei Gustave Umdenstock an Bahnhofsprojekten für Indochina.

### Zwischenkriegszeit
Nach seiner Rückkehr nach Warschau im Jahr 1924 engagierte Syrkus sich in der avantgardistischen Künstler-Gruppe BLOK, von deren Gründern Mieczysław Szczuka und Teresa Żarnowerówna er fasziniert war. Nach der Auflösung von BLOK gründeten einige deren Mitglieder 1926 die neue Architektur-Gruppe Praesens. Syrkus konnte wichtige Architekten der Zeit als Mitglieder gewinnen, darunter Bohdan Lachert, Józef Szanajca und Stanisław Brukalski. Im Jahr 1925 plante und realisierte er den Bau des Gebäudes der Anstalt der Sozialversicherungsgemeinschaft ZUS in Warschau.
Kurz nach Gründung des Congrès International d’Architecture Moderne (CIAM) wurde Praesens im Jahr 1928 von Sigfried Giedion zur polnischen Vertretung der CIAM ernannt. In der nun der folgenden Zeit der Zusammenarbeit mit CIAM entstanden enge persönliche Kontakte von Syrkus zu Le Corbusier, Walter Gropius, Ernst May und Cornelius van Eesteren. Im Jahr 1928 heiratete Syrkus auch seine Frau Helena, geb. Niemirska.
Das Ehepaar Syrkus – beide politisch linksgerichtet – engagierte sich im sozialen Wohnungsbau. Die Warschauer Wohnungsbaugenossenschaft WSW erteilte ihnen 1928 unter ihrem Gönner Teodor Toeplitz den Auftrag, eine Arbeitersiedlung in Rakowiec zu planen. Weitere Bauten entstanden. 1934 stellten Syrkus und Jan Olaf Chmielewski das Projekt „Warszawa funkcjonalna“ (Funktionelles Warschau) bei der CIRPAC-Gruppe in London vor.

### Zweiter Weltkrieg
Trotz der Einrichtung des Gettos in Warschau im Jahr 1940 blieb das Ehepaar Syrkus in seiner Wohnung leben und setzte die Arbeit zur Entwicklung neuer Wohnsiedlungen fort. Sie gründeten in Żoliborz das Atelier für Architektur und Städtebau PAU (Pracownia Architektoniczono-Urbanistyczna), das zunächst noch legal Wohnsiedlungen plante. Am 30. Oktober 1942 wurde Syrkus im PAU-Büro verhaftet und nach Auschwitz-Birkenau verbracht. Dort wurde er zu seinem Glück als Pole und nicht als Jude registriert. Zunächst musste er schwere körperliche Arbeit u. a. in der Kiesgrube leisten, danach erhielt er eine Tätigkeit im Baubüro des KZ. Dank dieser Arbeit überlebte er bis zur Evakuierung des Lagers am 18. Januar 1945. Er gehörte zu den rund 60.000 Häftlingen, die kurz vor Eintreffen der Roten Armee zu Fuß Richtung Bayern in Marsch gesetzt wurden. Syrkus verrichtete zunächst als KZ-Häftling im KZ-Außenlager Leonberg Zwangsarbeit im Tragflächen-Presswerk der Messerschmitt AG und wurde dann in wechselnden Lagern im KZ-Außenlagerkomplex Kaufering wie im Mettenheim gefangen gehalten. Am 3. Mai 1945 wurde er in der Nähe Mettenheims von US-amerikanischen Einheiten befreit.

### Nachkriegszeit
Ende des Jahres 1945 begann Syrkus seine Tätigkeit als Stellvertretender Leiter im Büro zum Wiederaufbau der Hauptstadt (BOS). 1946 besuchte er mit seiner Frau Washington, D.C., um dort gemeinsam mit Gropius die Ausstellung „Warsaw lives“ zu eröffnen. Aber bereits 1947 fiel Syrkus bei den polnischen Machthabern in Ungnade, da er zwar überzeugter Sozialist, aber Anhänger des modernistischen Städtebaus war und deshalb das Bauen unter der nun vorgegebenen Doktrin des Sozialistischen Realismus ablehnte. Nachdem er das BOS verlassen musste, arbeitete Syrkus wieder für die WSW. In deren Auftrag entwickelt er die Siedlung Koło, die zwischen 1947 und 1950 errichtet wurde. Diese Siedlung, bei der Syrkus mit seiner Frau auch Ideen zu modernen Produktionsformen umsetzten konnte, wurde am 9. November 1992 unter der Nr. 1537 unter Denkmalschutz gestellt.
1949 wurde Syrkus zum Professor an der Architekturfakultät der Technischen Universität in Warschau berufen. Bereits am 14. November 1951 verlor er diesen Posten wieder. Erst im Jahr 1960 erhielt er – bereits schwer erkrankt – wieder eine Professur an der Technischen Universität: den Lehrstuhl für Wohnungsbau. Kurz nach seiner Pensionierung im Jahr 1963 starb Syrkus.